# Kroatien ved sommer-OL 2024
Kroatien deltog i sommer-OL 2024 i Paris, Frankrig, fra den 26. juli til den 11. august 2024.
Udøvere for Kroatien vandt totalt syv medaljer.

## Medaljer
| 2024 Paris | Guld | Sølv | Bronze | Total |
| Kroatien   | 2    | 2    | 3      | 7     |

### Medaljevinderne
| Kroatien under sommer-OL 2024 i Paris | Kroatien under sommer-OL 2024 i Paris | Kroatien under sommer-OL 2024 i Paris | Kroatien under sommer-OL 2024 i Paris | Kroatien under sommer-OL 2024 i Paris |
| Medalje                               | Navn | Sport                                 | Event                                 | Dato                                  |
| ------------------------------------- | --- | ------------------------------------- | ------------------------------------- | ------------------------------------- |
| Guld                                  | Barbara Matić | Judo                                  | Women's 70 kg                         | 31. juli                              |
| Guld                                  | Valent Sinković Martin Sinković | Roning                                | Men's coxless pair                    | 2. august                             |
| Sølv                                  | Donna Vekić | Tennis                                | Women's singles                       | 3. august                             |
| Sølv                                  | Kroatiens herrelandshold i vandpolo - Marko Bijač - Rino Burić - Loren Fatović - Luka Lončar - Maro Joković - Luka Bukić - Ante Vukičević - Marko Žuvela - Jerko Marinić Kragić - Josip Vrlić - Matias Biljaka - Konstantin Kharkov - Toni Popadić | Vandpolo                              | Men's tournament                      | 11. august                            |
| Bronze                                | Miran Maričić | Skydning                              | Men's 10 m air rifle                  | 29. juli                              |
| Bronze                                | Sandra Elkasević | Atletik                               | Damernes diskoskast                   | 5. august                             |
| Bronze                                | Lena Stojković | Taekwondo                             | Women's 49 kg                         | 7. august                             |